# Maria Toromanova-Hmelik
Maria Toromanova-Hmelik (en búlgaro: Мария Тороманова-Хмелик; 1876 – 13 de mayo de 1929) fue una actriz búlgara, conocida por su papel en Love is Madness (1917).

## Biography
Maria Toromanova-Hmelik nació en Plovdiv en 1876, donde asistió a la escuela. De 1894 a 1901 trabajó como profesora y participó en representaciones teatrales de aficionados.
En 1902 debutó en el New Drama Theatre "Tears and Laughter" (en búlgaro: Сълза и смях).
En los periodos 1904–1910, 1911–1923 y 1925-1928, actuó en el escenario del Teatro Nacional Ivan Vazov. Entre 1910 y 1911, fue actriz en el New National Theatre, y de 1918 a 1925, en el departamento dramático del Free Theatre.
Durante una visita a Praga en 1912, conoció el arte teatral checo. Murió en Sofía el 13 de mayo de 1929.
Su bisnieta es la actriz búlgara Elena Dimitrova.

## Papeles en teatro
Maria Toromanova-Hmelik participó en muchas obras teatrales, las más influyentes de las cuales fueron:
- Malama en Vampire de Anton Strashimirov
- Rebecca en Dobre Skoreniya Frak de Gabriel Dregeli
- Gertruda en Hamlet de William Shakespeare

## Filmografía
Además de sus numerosos papeles teatrales, participó en dos películas búlgaras:
- Aunt Kera en Love is Madness de Vasil Gendov (1917)[4]
- Baba Tranka en Pod Staroto nebe, de Nikolay Larin (1922)

Love is Madness se convirtió en la primera película búlgara en ser incluida en el National Film Archives of Bulgaria.